# Filip Trojovský
Filip Trojovský (* 16. března 1982 Havířov) je český model, sportovec, moderátor, trenér, herec, gymnasta a crossfiter. V roce 2005 se zúčastnil a v reality show Big Brother. Do roku 2008 se rovněž věnoval gay pornografii pro značku Bel Ami.

## Život a kariéra
V letech 1987–1997 byl členem Sokolu Brno 1, kde se věnoval sportovní gymnastice. Poté se 4 roky jako člen SK Karate Global Brno věnoval sportovnímu karate a další 3 roky kickboxu v SK Arena Brno. Mezitím vystudoval obor Tělesná výchova a sport na Fakultě sportovních studií Masarykovy univerzity v Brně, kde v roce 2005 získal akademický titul bakalář (Bc.). V roce 2005 vyhrál Czech Open v sandě a mistrovství Evropy v kickboxu. Krátce se věnoval také americkému fotbalu s Alligators Brno.
Pod uměleckým pseudonymem Tommy Hansen účinkoval v letech 2002 až 2008 v pornografických filmech s gay tematikou, zejména pod hlavičkou firmy Bel Ami. Jako model téže firmy se podílel na řadě kalendářů a fotopublikací, např. Bel Ami: New Generation (2003), Bel Ami: Lukas in Love (2005), fotil také pro gay magazíny, např. Freshmen 57 (září 2005), spolu s Lukasem Ridgestonem.
V roce 2005 se zúčastnil první řady reality show Big Brother v televizi Nova a skončil na 3. místě. V roce 2005 také účinkoval v televizní reklamě natočené pro bavorskou mlékárnu Müller. Po zveřejnění pornografické minulosti Filipa Trojovského v německých médiích byla reklama stažena.
Podle informací iDNES.cz po soutěži vystudoval Vyšší odbornou školu hereckou a moderátorskou. V únoru 2013 studoval na Masarykově univerzitě v Brně, pracovat v oblasti farmacie a věnovat se při tom divadlu. Hrál v několika divadelních představeních, s Karlem Frýdem vystupoval v „Top Gun show“ a dostal epizodní roli v televizním seriálu Ordinace v růžové zahradě 2.

## Filmografie
V oblasti pornografie účinkoval v řadě filmů:
- Personal Trainers 5 (2002)
- Julian (2003)
- Alpine Adventure (2003)
- Greek Holiday 1, 2 (2004)
- Lukas in Love 1, 2 (2005)
- Flings 2 (2006)
- Out in Africa 1, 2 (2006)
- Pillow Talk 1 (2006)
- The Private Life of Brandon Manilow (2007)
- Out at Last 6: Web Site Stories (2007)
- Johan's Journal 1: Sun Kissed (2008)